# Slot 2
Slot 2は、インテルが一部のPentium II Xeonと一部のPentium III Xeonで使用した330接点のエッジ・コネクタの、物理的・電気的仕様である。

## 概要
最初に導入されたとき、Slot 1のPentium IIは、ホーム/デスクトップとローエンドのSMP市場のPentiumとPentium Proプロセッサを置き換えることを意図していた。マルチプロセッサのワークステーション/サーバをターゲットとしていたPentium II Xeonは、512 - 2048KBまでのL2キャッシュの選択範囲とフルスピードのオフ・ダイL2キャッシュ（Pentimu IIはコスト削減のため、CPUスピードの半分で動作する、より安価なサードパーティーのSRAMチップを使用した）を除いて、同じP6 Deschutesコアの後期のPentium IIと非常に良く似ていた。
242接点のSlot 1コネクタの設計は、XeonのフルスピードのL2キャッシュをサポートしなかったため、330接点に拡張したコネクタが開発された。この新しいコネクタは'Slot 2'と名付けられ、Pentium II Xeonと最初の2つのPentium III Xeon（コードネーム'Tanner'と'Cascades'）で使用された。Slot 2は、最終的にPentium III Tualatinで使用されたSocket 370に置き換えられた。同一であるという事実にもかかわらず、一部のTualatin Pentium IIIは'Pentium III'として出荷され、一部は'Xeon'として出荷された。

## 採用製品
CPU
- Intel
  - Pentium II Xeon (400-450 MHz)
  - Pentium III Xeon (500-1000 MHz)

チップセット
- Intel
  - 440 Chipset
  - 450 Chipset
- ServerWorks (Broadcom)
  - ServerSet II, III LE, III HE-SL, III HE